# Full Service
Full Service, sous-titré en France « Sexe, amours et secrets de stars à Hollywood », est un livre paru en avril 2013 chez Hugo-Doc. C'est une traduction par Christian Séruzier de Full Service: My Adventures in Hollywood and the Secret Sex Lives of the Stars, paru simultanément aux États-Unis et au Canada en 2012. L'auteur, Scotty Bowers, dont les souvenirs sont recueillis par Lionel Friedberg, y narre les relations sexuelles qu'il aurait favorisées ou auxquelles il aurait participé à Hollywood entre 1950 et 1980.

## Une autobiographie
Scotty Bowers combat comme Marine durant la Seconde Guerre mondiale, notamment à Pearl Harbor. En 1944, il est pompiste à Hollywood. « Beau jeune homme de 1,85 m aux yeux bleus », il aurait rencontré sur son lieu de travail l'acteur Walter Pidgeon qui lui aurait proposé des relations sexuelles. Il serait devenu rapidement entremetteur pour des clients gays ou hétérosexuels dans le monde hollywoodien, ayant lui-même des relations sexuelles avec des personnalités du cinéma.
Selon Scotty Bowers, par exemple, George Cukor aime pratiquer des fellations à de « jeunes éphèbes »,, Katharine Hepburn n'a que des relations lesbiennes, Errol Flynn a des relations avec des mineures,.

## Réception critique
Emily Barnet, pour Les Inrocks, s'interroge : Bowers « serait-il un peu mytho sur les bords », et écrit qu'« en prônant le sexe à tous crins, l’érotisme frénétique, Bowers oppose un hédonisme jouisseur au diktat de la bienséance, de l’hygiénisme moral ». Selon François Forestier pour Le Nouvel Observateur : « Ici, nous ne sommes pas dans les ragots, les on-dits, les potins, les rumeurs. Foin de l’hypocrisie des chroniqueurs des journaux féminins. Scotty Bowers dit tout, direct. Chez lui, le péché, la honte n’existent pas ». Pour The Guardian, le passage le plus choquant est lorsque l'auteur prétend que Édouard VIII abdiqua parce que lui et Wallis Simpson étaient homosexuels.

## Adaptation
La mini série Netflix Hollywood est en partie inspiré par l'histoire de Scotty Bowers.